# Benešov u Semil
Benešov u Semil là một làng thuộc huyện Semily, vùng Liberecký, Cộng hòa Séc.